# وردرن
وردرن (به فرانسوی: Verderonne) یک کامین در فرانسه است که در Canton of Liancourt واقع شده‌است.

## خصوصیات
وردرن ۳٫۳۳ کیلومترمربع مساحت و ۵۳۰ نفر جمعیت دارد.